# Leonhard Lehfeldt
Leonhard Heinrich Lehfeldt (* 23. August 1834 in Berlin; † 24. Dezember 1876) war ein deutscher Richter und Parlamentarier.

## Leben
Leonhard Lehfeldt war der Sohn des habilitierten Altphilologen und Verlagsbuchhändlers Joseph Lehfeldt (1804–1858) und der Luise Lehfeldt, geborene Jacoby (1810–1888). Joseph Lehfeldt, der Kompagnon des Buchhändlers Moritz Veit, war jüdischer Religion, sein Sohn Leonhard wurde 1846 als 12-Jähriger getauft. Jüngere Geschwister waren unter anderem Clara (1846–1907), die mit dem Maler Paul Friedrich Meyerheim verheiratet war, und der Kunsthistoriker Paul Lehfeldt (1848–1900).
Leonhard studierte Rechtswissenschaften an den Universitäten Halle und Berlin und wurde anschließend Auskultator in Glogau, dem Geburtsort seines Vaters.
1860 wurde er Mitglied des Corps Guestphalia Halle. Nach dem Studium schlug er die Richterlaufbahn ein. Infolge des Deutsch-Französischen Kriegs wurde er in der Präfektur Metz angestellt; er lehnte aber einen Landratpostition im deutsch gewordenen Reichsland Elsaß-Lothringen ab.

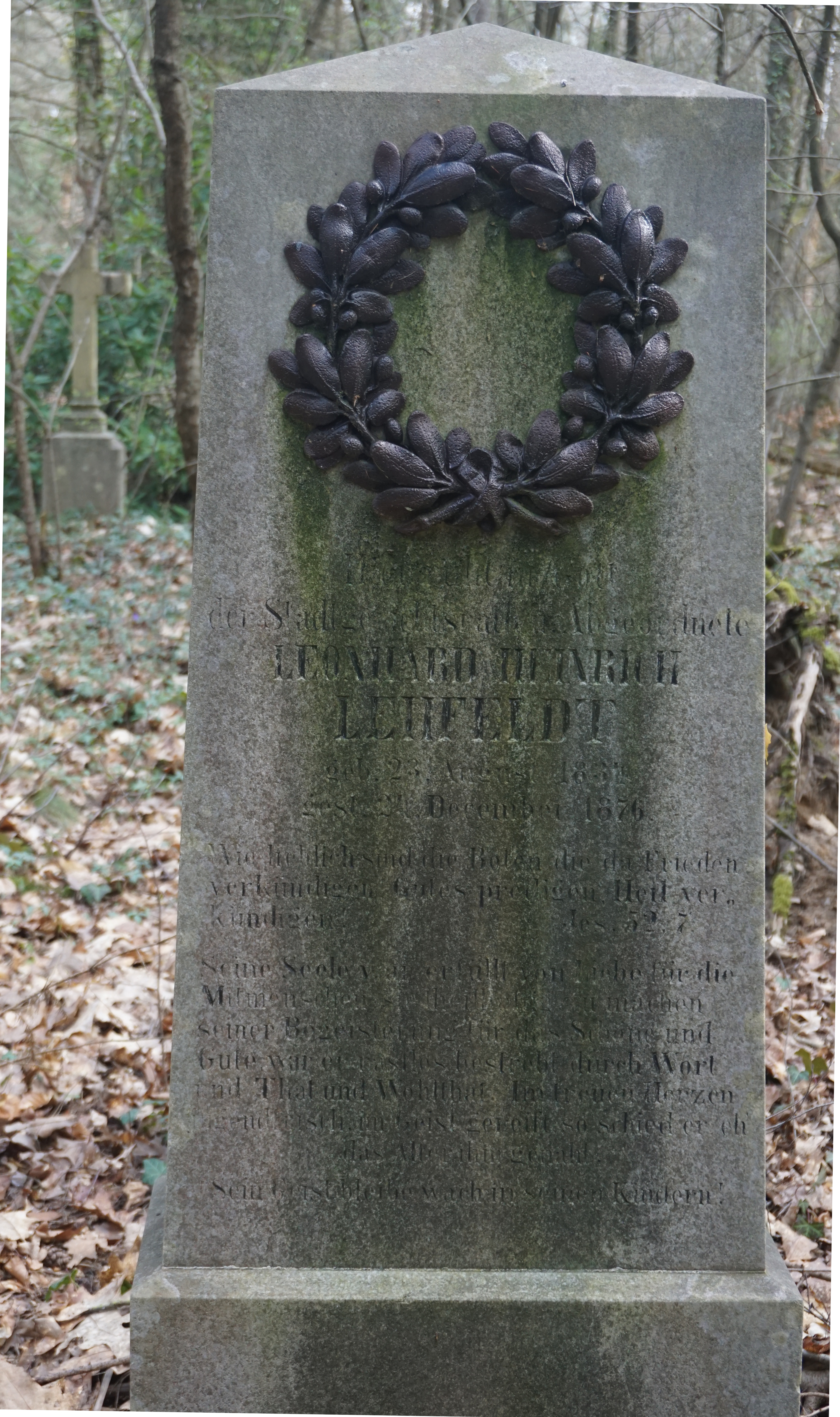
Grabstein von Leonhard Heinrich Lehfeldt auf dem Südwestkirchhof Stahnsdorf; Zustand 2021

Ab 1871 war er Stadtrichter und 1876, in seinem Todesjahr, wurde er Stadtgerichtsrat in Berlin. Er schrieb über die Verwaltung von Elsaß-Lothringen.
Am 14. Dezember 1862 heiratete er Therese Friederike Auguste Emilie Lehmann (1837–1925), die Tochter des Herausgebers des Magazin für die Literatur des Auslandes, Joseph Lehmann.
Von 1873 bis zu seinem Tod saß Lehfeldt als Abgeordneter des Wahlkreises Potsdam 1 (West- und Ostprignitz) im Preußischen Abgeordnetenhaus. Er gehörte der Fraktion der Nationalliberalen Partei an.
Lehfeldt wurde nach dem Tod seines Schwiegervaters dessen Nachfolger als Schriftleiter des Magazin für die Literatur des Auslandes.
Ab Mitte der 1860er-Jahre lebte Leonhard Lehfeldt mit seiner Familie, zusammen mit seiner Mutter und seiner Schwester Clara sowie deren Ehemann Paul Meyerheim, im Lehfeldtschen Haus in der Matthäikirchstraße im Berliner Tiergartenviertel. In den 1870er Jahren zog auch sein Bruder Paul Lehfeldt mit seiner Familie hinzu.
Nach einer Umbettung 1938/39 vom Alten St.-Matthäus-Kirchhof in Berlin-Schöneberg befindet sich Lehfeldts Grabstätte auf dem Südwestkirchhof Stahnsdorf, direkt neben den Gräbern seiner Ehefrau Therese und seiner Schwägerin Agathe Birnbaum, geborene Lehmann (1842–1927). Unweit ist Lehfeldts Tochter Gertrud Georgina Hildegard Friedmann-Braun (1870–1942) und deren Ehemann, der Landgerichtsdirektor Felix Hugo Friedmann-Braun (1861–1934), beigesetzt. Gertrud Friedmann-Braun wurde am 16. Dezember 1942 in einem Sammellager in Berlin im Zusammenhang mit ihrer bevorstehenden Deportation ermordet.

## Schriften
- Die Verwaltungseinrichtungen von Elsass und Lothringen, 1871
- Die Fortschritte der Verwaltung in Elsass und Lothringen , 1873
- Kirchliche und sittliche Verhältnisse in Elsass und Lothringen (Anonyme Briefe und deren Beantwortung), 1874